# Sultana Wahnón
Sultana Wahnón Bensusan (Melilla, 8 de mayo de 1960) es una ensayista y crítica literaria, catedrática de la Universidad de Granada, especializada en Teoría de la literatura y Literatura comparada.

## Trayectoria académica
Se licencia en Filología Hispánica en 1982, con una memoria de licenciatura sobre la poesía del melillense Premio Nacional de Literatura, Miguel Fernández, autor al que ha dedicado dos libros. Su tesis doctoral, defendida en 1987 y publicada en Rodopi en 1998, consistió en una descripción del sistema de la estética fascista española y en el análisis de su progresiva disolución en la crítica literaria de posguerra. Especializada en Teoría de la literatura, cuenta con libros como Introducción a la historia de las teorías literarias (1991) y Teoría de la literatura y de la interpretación literaria (2008).
En 1995 inicia una línea de investigación sobre el teatro de García Lorca, tema sobre el que sigue trabajando en la actualidad. En 1995 ve la luz su libro Lenguaje y literatura, donde dialoga con los principales representantes del giro lingüístico y del escepticismo hermenéutico. En 2000 expone su hipótesis sobre la inocencia de Josef K. en El proceso, que desarrolló en extenso en el libro Kafka y la tragedia judía (2003). La discusión hermenéutica contenida en este libro se prosigue en publicaciones más recientes como El problema de la interpretación literaria. Fuentes y bases teóricas para una hermenéutica constructiva (2009) y Perspectivas actuales de hermenéutica literaria. Para otra ética de la interpretación (2014).
En 1992 se adentra en el ámbito de los Estudios culturales y judíos con un trabajo sobre la Poética hebrea de Moshé Ibn ‘Ezra y otro sobre el papel del Judío errante en Cien años de soledad . A partir de 1995 inicia, en el marco del proyecto de investigación La filosofía después del Holocausto, una línea de investigación sobre pensamiento y literatura de la Shoá, dentro de la que se inscriben sus trabajos sobre Hannah Arendt y Elías Canetti, y el monográfico que coordinó junto con Reyes Mate para la revista Anthropos . Su trabajo más reciente en esta línea, de 2010, versa sobre las imágenes del Holocausto en la poesía española de posguerra . En este mismo período participa en los debates del momento sobre antisionismo y nuevo antisemitismo.
Entre 2006 y 2007 colabora en el diario nacional ABC con una serie de artículos sobre el conflicto palestino-israelí. En los últimos años ha seguido desarrollando esta actividad crítica en algunos artículos sobre el actual modelo de universidad. En 2014 publica En fuga irrevocable. Un ensayo de crítica de la cultura, que versa sobre la proliferación textual en los ámbitos cultural y universitario.
Ha dedicado diversos artículos y reseñas a poetas y narradores actuales, entre ellos: Iris Zavala, Luis García Montero, José Gutiérrez, Miguel d’Ors, Inmaculada Mengíbar, Gregorio Morales, Francisco Díaz de Castro, Rosa Regás, Jacinto López Gorgé…

## Trayectoria profesional
En 1977 inicia sus estudios de Filología Hispánica en la Universidad de Granada, donde ha desarrollado la mayor parte de su actividad profesional y docente. En 1990 obtiene una plaza de profesora titular en el Departamento de Lingüística General y Teoría de la literatura. En 2003 dirige el Instituto Cervantes de Utrecht. En 2004 obtiene la cátedra de Teoría de la literatura y Literatura comparada. Entre 2008 y 2011 dirige Afinidades. Revista de literatura y pensamiento, una publicación de carácter comparatista y europeísta. En 2009 resultó elegida presidenta de la Asociación Española de Teoría de la literatura (ASETEL), cargo que desempeñó hasta 2013. Durante su presidencia se celebró el Primer Congreso Internacional de la Asociación. En marzo de 2010 tomó posesión como miembro de la Academia de Buenas Letras de Granada, con la lectura de El campo y las cenizas. Imágenes del Holocausto en la poesía española de posguerra.

## Obra

### Libros
- ——— (1983). El irracionalismo en la poesía de Miguel Fernández. Antonio Ubago Editor.[22]

- ——— (1987). Estética y crítica literarias en España (1940-1950). Granada: EUG.[23]

- ——— (1991). Saber literario y hermenéutica: en defensa de la interpretación. Granada: EUG.

- ——— (1991). Introducción a la historia de las teorías literarias. Granada: EUG.

- ——— (1995). Lenguaje y literatura. Barcelona: Octaedro.[2]

- ——— (1997).  Sultana Wahnón Bensusan y José Carlos Rosales, ed. Luis Rosales, poeta y crítico. Granada: Diputación Provincial de Granada.

- ——— (1998). Poesía y poética de Miguel Fernández. Madrid: UNED.

- ——— (1998). La estética literaria de la posguerra: del fascismo a la vanguardia. Amsterdam: RODOPI.[24]

- ——— (2003). Kafka y la tragedia judía. Barcelona: Riopiedras.[1][25]

- ——— (2008). Teoría de la literatura y de la interpretación literaria: ensayos y reflexiones. Vigo: Academia del Hispanismo.[3]

- ——— (2009).  Sultana Wahnón Bensusan, ed. El problema de la interpretación literaria: fuentes y bases teóricas para una hermenéutica constructiva. Vigo: Academia del Hispanismo.[7]

- ——— (2014). En fuga irrevocable. Granada: Alhulia.

- ——— (2014).  Sultana Wahnón Bensusan, ed. Perspectivas actuales de hermenéutica literaria: para otra ética de la interpretación. Granada: EUG.

- ——— (2021). El secreto de los Buendía: sobre "Cien años de soledad". Barcelona: Gedisa.

- ——— (2023). En torno a la interpretación: ensayos de crítica y hermenéutica. Granada: Comares.